# 馬督故
馬督故（排灣語：Matjuku），又稱馬督故督故（Matjukutjuku）或督故督故（tjukutjuku），是台灣排灣族舊高燕部落（Padain，位於今屏東縣瑪家鄉）神話中的一位神祇，為造人女神姆阿蓋（Muakay）和薩迦萬（Saljavan）的助手。

## 簡述
馬督故是薩迦萬的朋友，也是兩位造人女神的助手，和她們一同被祭祀。她和七位祖神一同住在舊高燕部落裡，在現今舊高燕部落的道路下方有個跟她同名的遺址，據說就是馬督故的舊居。

## 傳說
當薩迦萬和姆阿蓋打算製造人類時，由於不能讓其他人看到，所以整天待在家裡，並且請馬督故幫忙看守家門，但由於馬督故好奇她們造人的方法而偷窺，導致觸犯禁忌、孩子流產，女神們雖然很失望，但很快嘗試第二胎，這次馬督故和其他一同守衛的Lupilupi、Tipid等朋友都能遵守禁忌並保護好她們，最終薩迦萬成功生下了一個孩子，並接連生下眾多兒女，成為人類的起源。也有說法認為偷看的不是她而是七祖神中的次女拉魯姆幹（Ljaljumgan）。

### 其他版本
除了舊高燕部落外，馬督故的信仰也存在瑪家社（位於今屏東縣瑪家鄉，Makazayazaya，稱其為馬督故督故）與萬安部落（位於今屏東縣泰武鄉，kazazaljan，稱其為督故督故）兩個Vuculj番體系的部落中，都與創造人類和小孩的薩迦萬成對，為守護貞潔婦女的女神，同時她也會為薩迦萬新創造出來的嬰兒洗澡，只要輕過她的清洗，小孩就會成為美人，而萬安部落中也將她視為掌管萬安溪（tjukamaza）的河神，她長年住在溪水中，保護族人免於水害、並使溪水長年豐沛，而在族人生病時，只要將溪水煮過後就是良藥。